# Albrecht Plangger

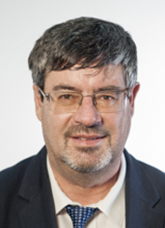
Albrecht Plangger (2018)

Albrecht „Abi“ Plangger (* 21. März 1960 in Graun im Vinschgau) ist ein deutschsprachiger italienischer Politiker aus Südtirol.

## Leben
Plangger besuchte das Humanistische Gymnasium im Johanneum in Dorf Tirol und absolvierte anschließend ein Studium der Rechtswissenschaft (laurea in giurisprudenza) an der Università Cattolica del Sacro Cuore in Mailand. 1987 kehrte er in seine Heimatgemeinde zurück und begann beruflich in der Zollverwaltung am Reschenpass zu arbeiten. Von 1990 bis 2010 war er für die Südtiroler Volkspartei (SVP) Bürgermeister von Graun. Während dieser Zeit engagierte er sich insbesondere im Themenbereich Energieversorgung der Südtiroler Gemeinden.
Im Zuge der SVP-internen Vorwahlen, bei denen die Reihung der Kandidaten für die Abgeordnetenkammer für die Parlamentswahlen 2013 bestimmt wurde, konnte Plangger am meisten Vorzugsstimmen auf sich vereinen. Bei den Parlamentswahlen am 24. und 25. Februar errang er als Listenführer seiner Partei, die im Mehrpersonenwahlkreis Trentino-Südtirol 24,2 % der Stimmen erzielen konnte, ein Mandat für das italienische Unterhaus. Bei den Parlamentswahlen 2018 gelang ihm mit 61,2 % der Stimmen im Einerwahlkreis Meran die Wiederwahl. Zu den vorgezogenen Parlamentswahlen 2022 trat er nicht mehr an, womit er aus der aktiven Politik ausschied.